# Ta'Shia Phillips
Ta'Shia Kenye Phillips (Indianapolis, 24 gennaio 1989) è un'ex cestista statunitense, professionista nella WNBA.

## Carriera
È stata selezionata dalle Atlanta Dream al primo giro del Draft WNBA 2011 (8ª scelta assoluta).
Con gli Stati Uniti ha disputato le Universiadi di Belgrado 2009.